# Casa Rotativa
Casa Rotativa was een draaiend huis van het type Haunted Swing, een voorloper van een madhouse, in het Nederlandse park Avonturenpark Hellendoorn.

## Details attractie
De attractie werd gebouwd in 1980 naast Casa Magnetica. De attractie bestond uit een draaiende trommel in de vorm van een 5-hoekig huisje dat je van buitenaf kon zien. Er pasten 4 personen in de attractie die plaats namen op bankjes. Het exterieur van het huis draaide rond een trommel en draaide een rondje om de inzittenden dat de illusie gaf dat ze over de kop gingen. De attractie werd in 2001 gesloten omwille van slijtage en werd daarna gesloopt.

Afbeeldingen
 · Lijst van attracties